# Городец (Чаусский район)
Городе́ц (бел. Гарадзец) — деревня в составе Каменского сельсовета Чаусского района Могилёвской области Республики Беларусь.

## Население
- 2010 год — 8 человек